# Athemistus harrisoni
Athemistus harrisoni är en skalbaggsart som beskrevs av Carter 1926. Athemistus harrisoni ingår i släktet Athemistus och familjen långhorningar. Inga underarter finns listade.